# Volkswagen Phaeton
Ne doit pas être confondu avec Chrysler Phaeton.
Pour les articles homonymes, voir Phaéton.
La Phaeton est une automobile du constructeur automobile allemand Volkswagen. Elle est présentée au salon de Genève en 2002 et commercialisée la même année.
La Phaeton se situe au sommet de la gamme Volkswagen. Elle partage sa plateforme D1 avec les Bentley Continental GT et Flying Spur. En 2011, la plateforme D1 possède l'empattement le plus long des voitures du groupe Volkswagen.
Elle est cousine avec l'Audi A8, sauf que la Phaeton est beaucoup plus lourde du fait de sa structure et carrosserie en acier alors que celles de l'Audi sont en aluminium.

## Historique
Ferdinand Piëch voulait créer une voiture qui surprendrait sur le marché des véhicules de prestige. La plupart des spécifications contenues dans le cahier des charges n'ont pas été portées à la connaissance du public. L'une d'elles est que la Phaeton doit être capable de rouler en régime moteur permanent à 300 km/h sans aucune vibration sur le capot, par une température extérieure de 50 °C, avec une climatisation quatre zones devant permettre de maintenir une température de 22 °C à l'intérieur sans que les passagers ne sentent aucun courant d'air, tout en garantissant l'absence de buée sur les vitres quelle que soit l'humidité ambiante, mais aussi, pour le châssis, de présenter une rigidité en torsion de 37 kNm/degré. Ferdinand Piëch a aussi demandé que la vitesse maximale des Phaeton soit limitée électroniquement à 250 kilomètres par heure.[réf. nécessaire]
Le nom de Phaeton est donné en référence d'une part au type de carrosserie du début du XXe siècle, un phaéton étant une automobile de luxe conduite par son propriétaire lui-même. Mais aussi d'autre part à la mythologie grecque, un clin d'œil du très cultivé Piëch à la mort accidentelle de Phaéton, ayant tenté le défi de conduire le char solaire de son père Hélios, et que son demi-frère Cygnus, transformé en cygne, vint pleurer par son chant du cygne. La Phaeton est en effet le dernier grand projet de Piëch avant son retrait de l'opérationnel.

## Fabrication
Une usine en verre, la Gläserne Manufaktur, a été construite à Dresde spécifiquement pour assembler la Phaeton à la main. Le personnel est en blanc, le sol en parquet d'érable, et les futurs acquéreurs peuvent assister à l'assemblage de leur véhicule au cours d'une « cérémonie de mariage » entre le châssis et la caisse de la voiture, durant laquelle le propriétaire appuie sur un bouton pour effectuer l'accouplement.[réf. nécessaire]

## Motorisation, châssis

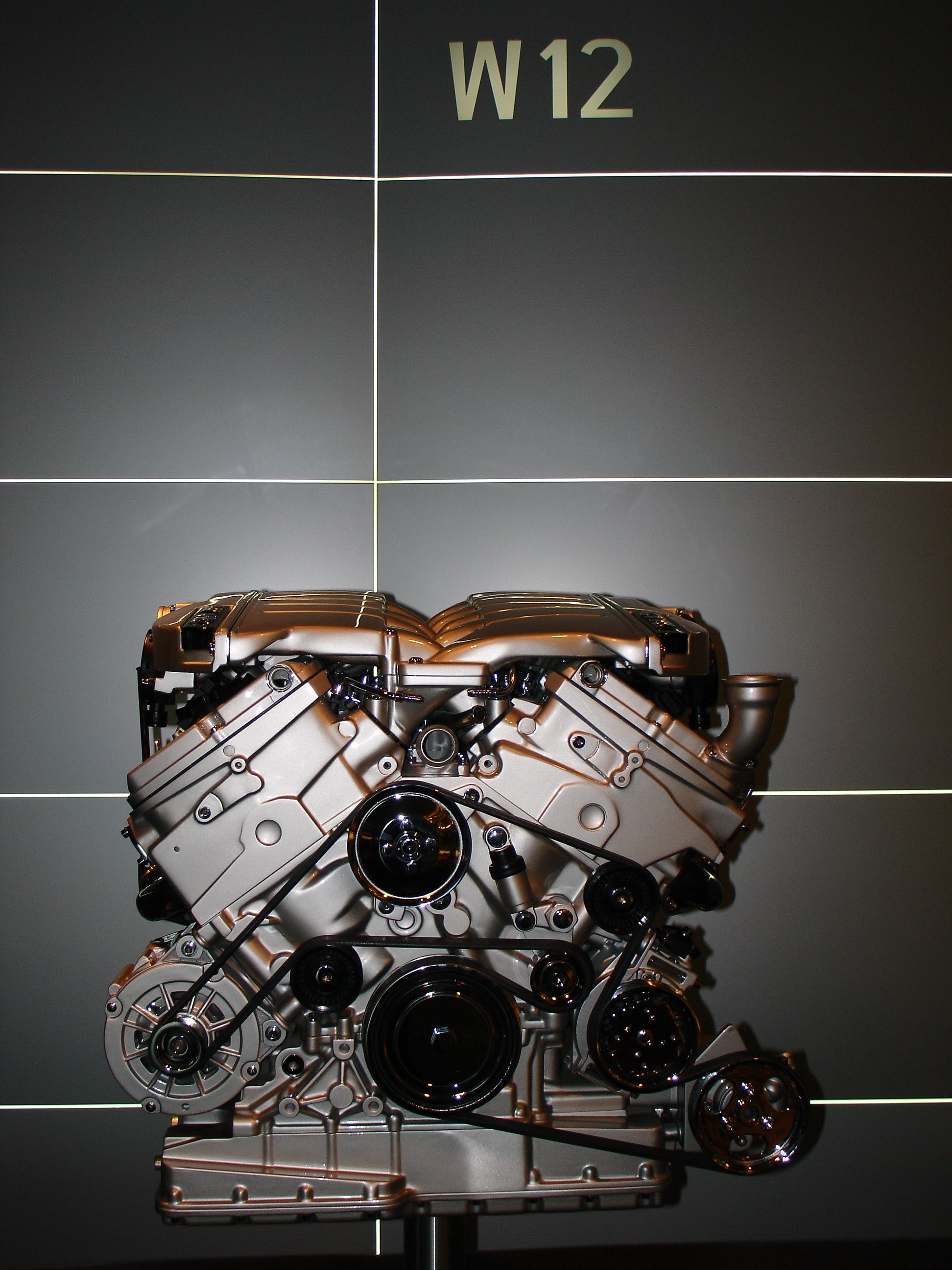
Moteur W12 de la Phaeton

Pour déplacer cette pesante berline (dépassant les 2,1 tonnes), les moteurs proposés sont :
- en essence, un V6 de 241 ch, un V8 de 335 ch et un W12 de 450 ch.
- en turbo-diesel, un V6 de 233 ch (remplaçant depuis début 2007 un V6 de 225 ch) et un V10 de 313 ch. Ce dernier moteur, sans filtre à particules, a été retiré de la gamme en 2006.

Elle est équipée d'une boîte automatique Tiptronic à six rapports, de la transmission intégrale 4Motion et d'une suspension pneumatique. Ces véhicules lourds (la plupart des versions dépassent les 2,3 tonnes) et puissants affichent une consommation élevée : le W12 atteint 14 litres pour 100 km sur route et dépasse les 21 litres en ville.

## Variantes
Une version de type limousine existe, encore plus aboutie et luxueuse. Cette version réduit le nombre de places à quatre, et ajoute différentes commandes électroniques (chauffage et climatisation des sièges arrière comme avant, fonction massage pour tous les sièges, console de commande située entre les deux sièges arrière).
Une version avec empattement long (3,00 m) est aussi disponible. Celle-ci rallonge l'espace arrière de 12 cm et offre un toit ouvrant de série.

## Manque de succès commercial
L'exportation vers les États-Unis a pris fin en 2006 faute de résultats probants, mais la Phaeton a connu un certain succès en Chine.
Un restylage a eu lieu en 2007 pour essayer de relancer les ventes. Puis un second restylage est survenu en 2010 où la Phaeton adopte une nouvelle calandre à barrettes horizontales et de nouveaux feux arrière.
La production est arrêtée le 18 avril 2016 après la fabrication de 84 253 exemplaires.
En 2016, elle est remplacée en Chine par la Volkswagen Phideon.

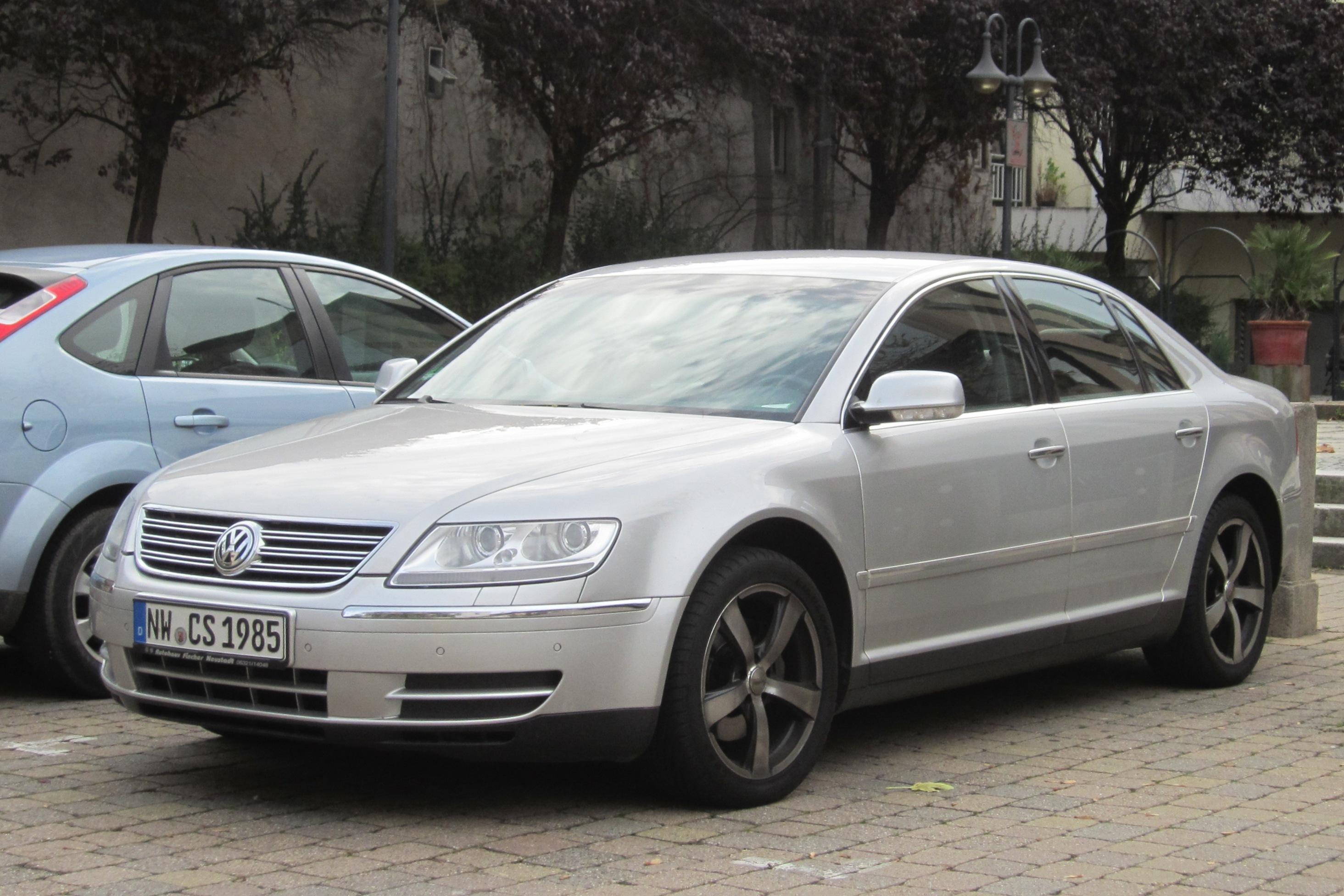
Phaeton phase 1
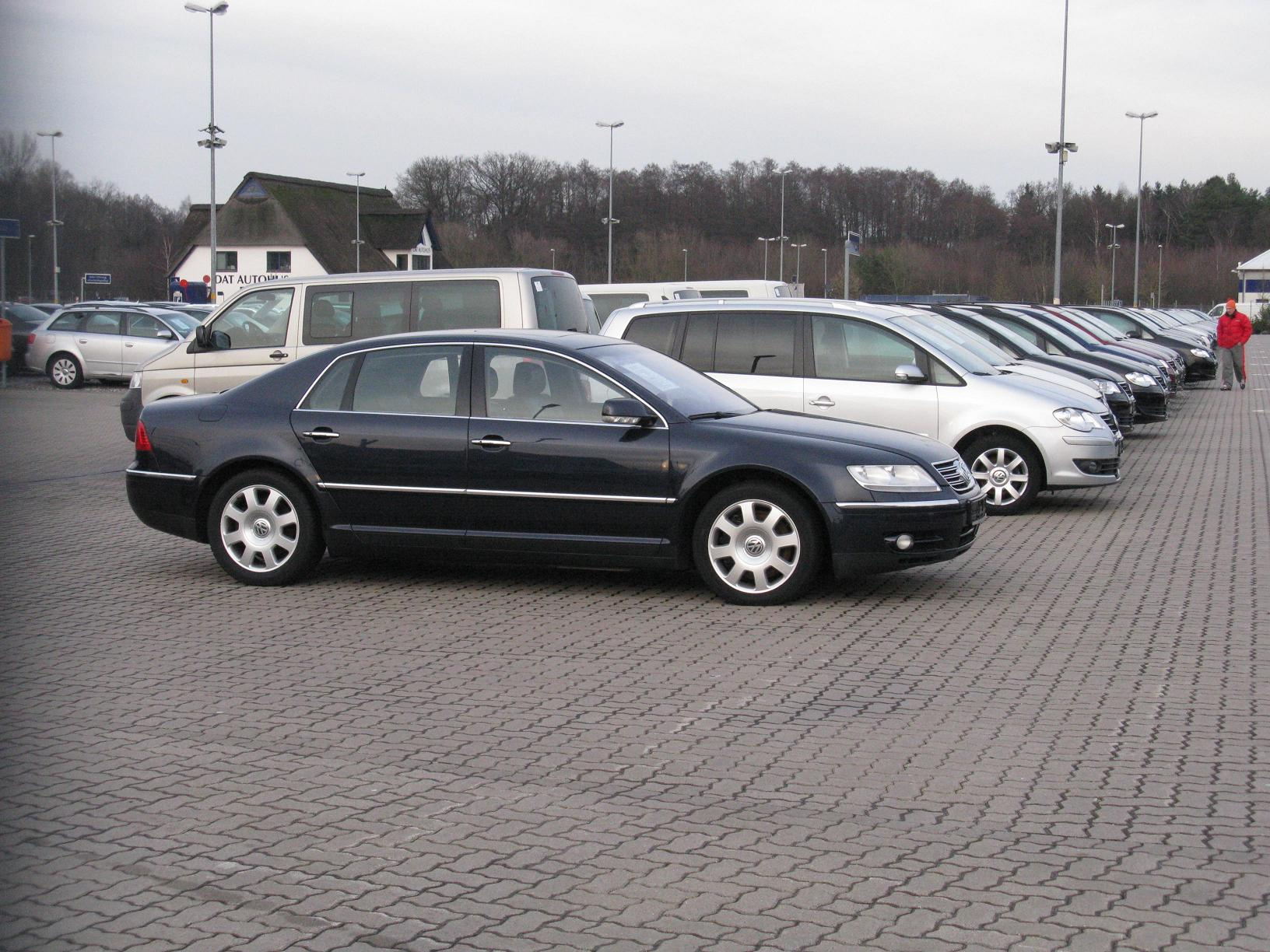
Phaeton phase 1
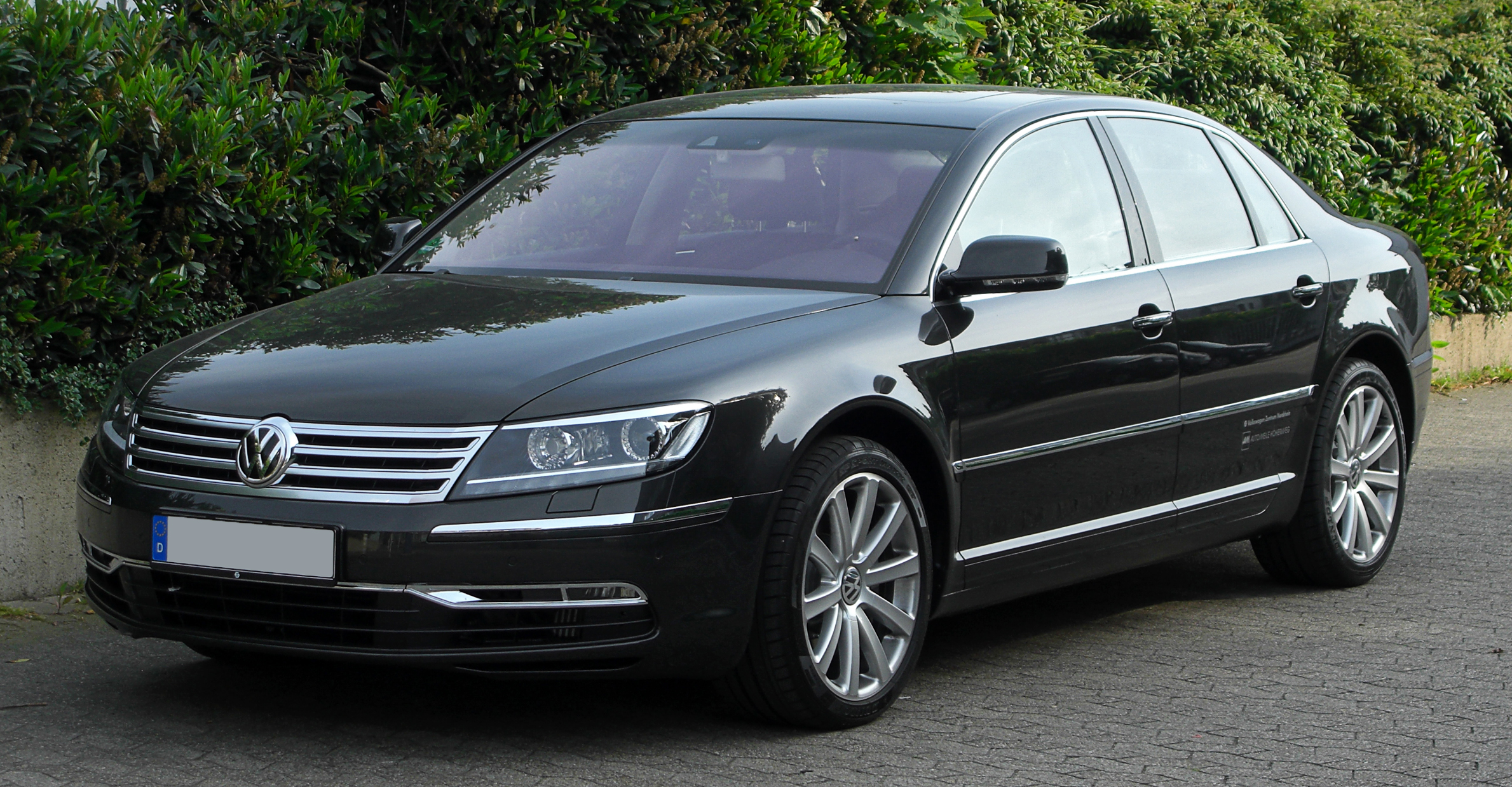
Phaeton phase 3
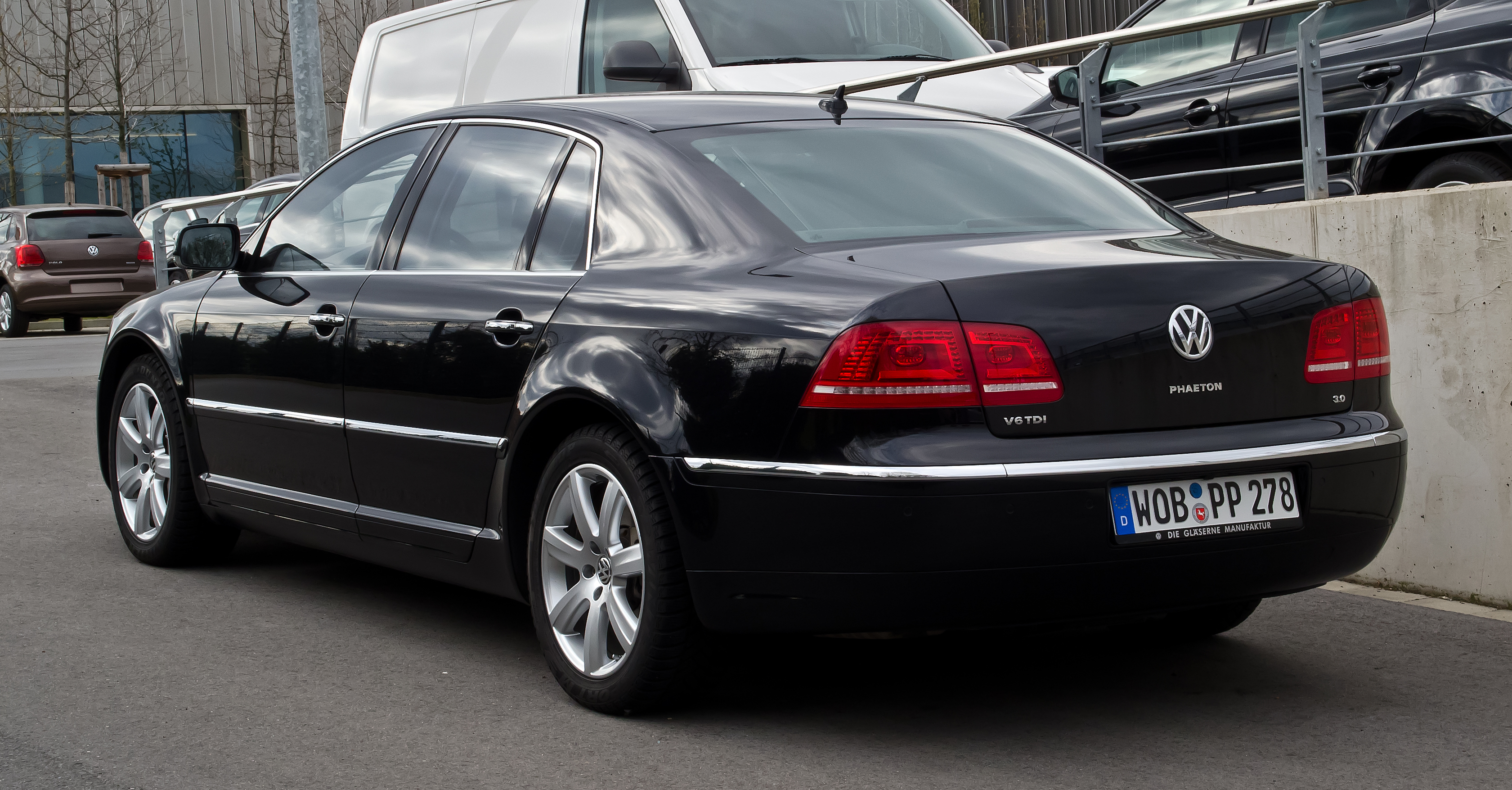
Phaeton phase 3
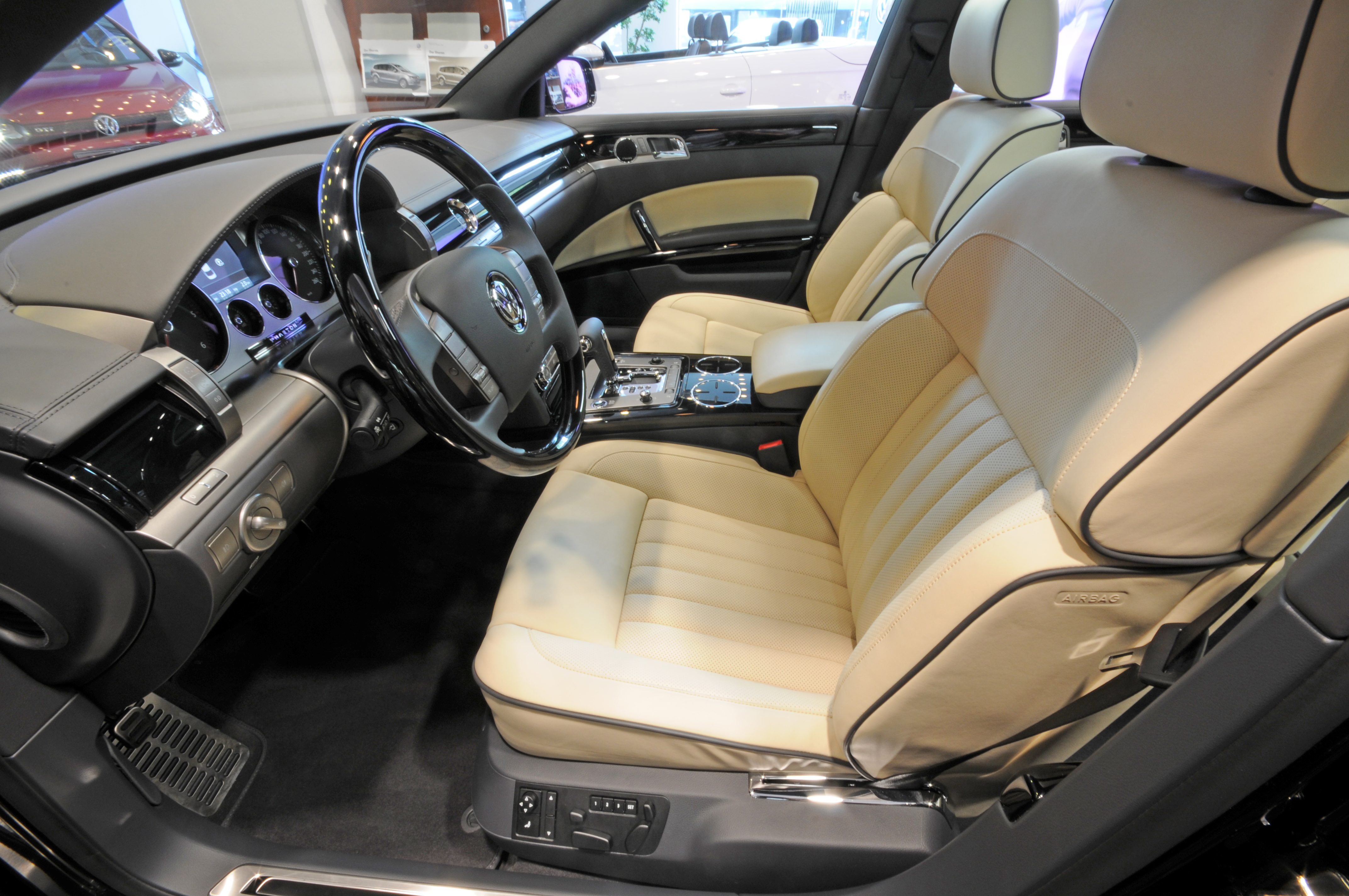
Phaeton phase 3

## Spécifications techniques
| Dénomination des moteurs    | Dénomination des moteurs     | 3.2 VR6                               | 3.2 VR6                               | 3.6 VR6                        | 4.2 V8                         | 6.0 W12                                                       | 3.0 V6 TDI 224                 | 3.0 V6 TDI                                                                                   | 5.0 V10 TDI                    |
| --------------------------- | ---------------------------- | ------------------------------------- | ------------------------------------- | ------------------------------ | ------------------------------ | ------------------------------------------------------------- | ------------------------------ | -------------------------------------------------------------------------------------------- | ------------------------------ |
| Années de commercialisation | Années de commercialisation  | 2002-2008 2002-2003 (traction man. 5) | 2002-2008 2002-2003 (traction man. 5) | 2008-2015                      | 2003-2016                      | 2002-2005 (420 ch) 2005-2011 (450 ch)                         | 2004-2007                      | 2007-2008 (233 ch) 2008-2013 (240 ch) 2013-2016 (245 ch)                                     | 2002-2006                      |
| Moteur                      | Disposition                  | 6 cylindres en VR                     | 6 cylindres en VR                     | 6 cylindres en VR              | 8 cylindres en V               | 12 cylindres en W                                             | 6 cylindres en V               | 6 cylindres en V                                                                             | 10 cylindres en V              |
| Moteur                      | Carburant                    | Essence                               | Essence                               | Essence                        | Essence                        | Essence                                                       | Diesel                         | Diesel                                                                                       | Diesel                         |
| Moteur                      | Cylindrée                    | 3 189 cm3                             | 3 189 cm3                             | 3 597 cm3                      | 4 172 cm3                      | 5 998 cm3                                                     | 2 967 cm3                      | 2 967 cm3                                                                                    | 4 921 cm3                      |
| Moteur                      | Distribution                 | Chaîne                                | Chaîne                                | Chaîne                         | Courroie/chaîne                | Chaîne                                                        | Chaîne                         | Chaîne                                                                                       | Cascade de pignons             |
| Moteur                      | Soupapes                     | 24                                    | 24                                    | 24                             | 40                             | 48                                                            | 24                             | 24                                                                                           | 20                             |
| Moteur                      | Injection                    | Multipoints                           | Multipoints                           | Directe                        | Multipoints                    | Multipoints                                                   | Directe Rampe Commune          | Directe Rampe Commune                                                                        | Directe Injecteurs-pompes      |
| Moteur                      | Suralimentation              | Atmosphérique                         | Atmosphérique                         | Atmosphérique                  | Atmosphérique                  | Atmosphérique                                                 | Turbo                          | Turbo                                                                                        | Turbo                          |
| Performances                | Puissance                    | 241 ch (177 kW) à 6 200 tr/min        | 241 ch (177 kW) à 6 200 tr/min        | 280 ch (206 kW) à 6 250 tr/min | 335 ch (246 kW) à 6 500 tr/min | 420 ch (309 kW) à 6 000 tr/min 450 ch (331 kW) à 6 050 tr/min | 224 ch (165 kW) à 4 000 tr/min | 233 ch (171 kW) à 4 000 tr/min 240 ch (176 kW) à 4 000 tr/min 245 ch (180 kW) à 4 000 tr/min | 313 ch (230 kW) à 3 750 tr/min |
| Performances                | Couple                       | 315 N m à 2 400 tr/min                | 315 N m à 2 400 tr/min                | 370 N m à 3 500 tr/min         | 430 N m à 3 500 tr/min         | 560 N m à 2 750 tr/min                                        | 450 N m à 1 400 tr/min         | 500 N m à 1 500 tr/min                                                                       | 750 N m à 2 000 tr/min         |
| Performances                | Accélération (0 à 100 km/h)  | 9,2 s                                 | 9,2 s                                 | 8,9 s                          | 6,9 s                          | 6,1 s                                                         | 9,1 s                          | 8,3 s                                                                                        | 6,9 s                          |
| Performances                | Vitesse maximale             | 242 km/h                              | 242 km/h                              | 250 km/h                       | 250 km/h                       | 250 km/h                                                      | 234 km/h                       | 237 km/h                                                                                     | 250 km/h                       |
| Transmission                | Boîte de vitesses            | Man. 6 vit. / Auto. 5 vit.            | Man. 6 vit. / Auto. 5 vit.            | Automatique 6 vitesses         | Automatique 6 vitesses         | Auto. 5 vitesses                                              | Automatique 6 vitesses         | Automatique 6 vitesses                                                                       | Automatique 6 vitesses         |
| Transmission                | Transmission                 | Traction                              | Transmission intégrale                | Transmission intégrale         | Transmission intégrale         | Transmission intégrale                                        | Transmission intégrale         | Transmission intégrale                                                                       | Transmission intégrale         |
| Consommation                | Conso. mixte (litres/100 km) | 12,2                                  | 12,2                                  | 11,7                           | 12,5                           | 14,5                                                          | 9,6                            | 9                                                                                            | 11,4                           |
| Consommation                | Émissions                    | Euro 4                                | Euro 4                                | Euro 5                         | Euro 5                         | Euro 5                                                        | Euro 4                         | Euro 5                                                                                       | Euro 3                         |
| Consommation                | CO2 (g/km)                   | 290                                   | 290                                   | 273                            | 290                            | 348                                                           | 259                            | 239                                                                                          | 308                            |
| Poids (kg)                  | Poids (kg)                   | 2 035                                 |                                       | 2 176                          | 2 107                          | 2 317                                                         | 2 252                          | 2 158                                                                                        | 2 400                          |

## Renouvellement
En juillet 2022, Volkswagen révèle que la Phaeton devait initialement connaître une seconde génération, et dévoile un prototype fonctionnel de celle-ci, basé sur l'Audi A8 D5. Le projet a été annulé à cause de changements stratégiques de la part de la marque faisant suite au dieselgate.